# 야힘 토폴

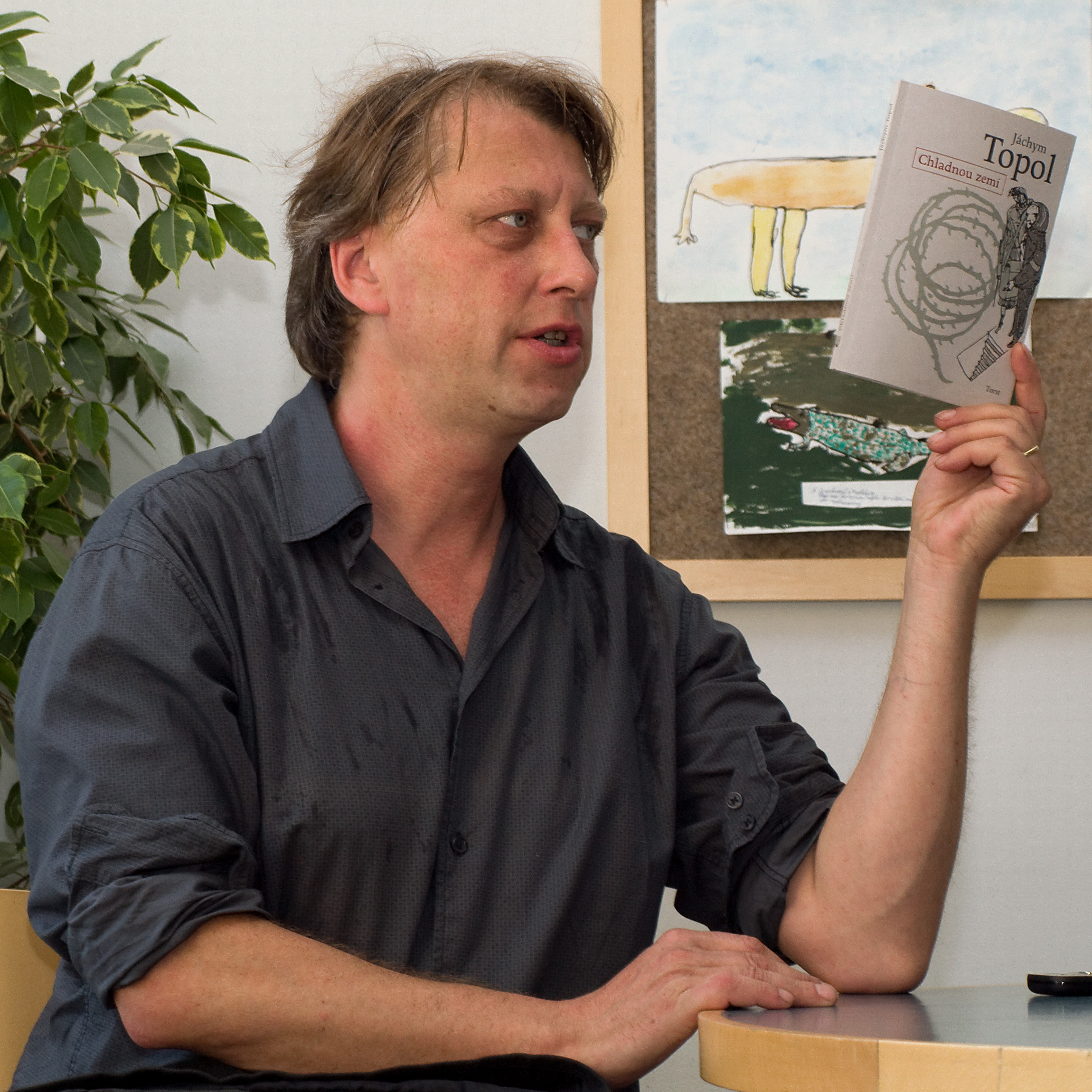
야힘 토폴

야힘 토폴(Jáchym Topol, 1962년 8월 4일 - )은 체코의 작가이자 번역가, 작사가이며 공산 정권 시절 사미즈다트 잡지들을 주도적으로 발행하기도 했다.
야힘 토폴은 프라하의 유명한 문학가 집안에 태어났다. 아버지는 유명한 극작가인 요세프 토폴(Josef Topol)이며 할아버지는 가톨릭 작가인 카렐 슐츠(Karel Schulz)이다. 그는 아버지가 공산 정권에 저항했다는 이유 때문에 대학에 입학 허가를 받지 못하고 김나지움을 졸업한 후에 건설 노동자, 석탄 운반 등의 일을 했다. 1977년에는 15세의 나이에 77 헌장에 서명을 하여 최연소 참여자가 되기도 하였다. 철학자이자 시인인 에곤 본디, 극작가이자 당시 저항 운동의 리더 중 하나였던 바츨라프 하벨, 시인이자 락 그룹 리더인 이반 마르틴 이로우스(Ivan Martin Jirous) 등과 가까이 지냈다. 1989년 벨벳 혁명 당시에는 독립 신문인 Informacní servis (정보 서비스)를 편집, 발행하는 등 주도적인 활동을 하였다.
1988년 비공식적으로 발간된 시 작품에 주는 상인 톰 스토파드(Tom Stoppard) 상을 수상하였고, 해마다 가장 흥미로운 작품에 주어지는 상인 에곤 호스토프스키(Egon Hostovský) 상을 수상하였다.

## 작품
- Miluji tě k zbláznění (미치도록 널 사랑해), 1988년, Atlantis.
- V úterý bude válka (화요일에는 전쟁이 있을 것이다), 1992년, Atlantis.
- Sestra, 1994년, Atlantis.
- Výlet k nádražní hale. A Trip to the Train Station. (기차역 탐방), 1994년, Petrov.
- Anděl (천사, 프라하 시내 지하철 역 이름), 1995년, Hynek.
- Trnová dívka. Příběhy severoamerických Indiánů. (가시 처녀. 북아메리카 인디언 이야기), 1997년, Hynek.
- Noční práce (야간 근무), 2001년, Hynek/Torst.
- Kloktat dehet, 2005년, Torst.

## 잡지
야힘 토폴은 몇몇 잡지를 발행하고 편집인으로 일하기도 했다.
- Respekt (1989년-1991년),
- Revolver Revue (1989년-1995년)
- Raut (1994년-1995년).